# مسورتبة (الشعر)

تعديل مصدري - تعديل

مسورتبة هي إحدى قرى عزلة الأ ملؤك بمديرية الشعر التابعة لمحافظة إب، بلغ تعداد سكانها 206 نسمة حسب تعداد اليمن لعام 2004.